# Rhamphomyia scopifer
Rhamphomyia scopifer är en tvåvingeart som beskrevs av Bartak 2002. Rhamphomyia scopifer ingår i släktet Rhamphomyia och familjen dansflugor.
Artens utbredningsområde är Idaho. Inga underarter finns listade i Catalogue of Life.